# 全新世气候最适宜期
全新世气候最适宜期（英語：Holocene climatic optimum）是指9,000年前至5,000年前的气候温暖时段。随后，气温逐渐下降，直到2000年前。

## 全球效果

全新世的气温，根据不同数据的重建与平均值。近代在图的右侧。

在这一时段，北极地区气温升高了4 °C（一个研究认为北西伯利亚在冬季升温3到9 °C，夏季升温2到6 °C）。西北欧也变暖。热带珊瑚礁表现为升温不超过1 °C，5350年前的大堡礁比现在的温度高1 °C，18O浓度比现在的海水高千分之0.5。北半球夏季变暖的同时，热带与南半球可能比现在是降温.
北美洲的劳伦泰冰盖还在冷却着这个大陆，但北美洲的北冰洋沿岸的温度要高于现在2-4度。
现在中亚的沙漠地区在当时由于降雨而广布森林。中国与日本的温带森林也向北推进。
西非与撒哈拉由于季风的影响，处于一个非常湿润的时期，广布大湖，有很多鳄鱼与河马。
南半球的南部，包括新西兰与南极洲，在冰期结束后的10,500年前至8,000年前处于暖期。6,000年前，北半球处于全新世最适宜期，而南半球温度与现在相当。

## 冰核的比较
从美国在南极的伯德站于1968年获得的2164米的冰芯，以及1960年代在西北格陵兰获得的冰芯的比较，可以判断全新世气候最适宜期在南北极是出现在同一时期。这一时期，格陵兰最北部的“Hans Tausen Iskappe”冰盖发生了融化，直到距今4,000年前气候重新变冷，该冰盖又开始累积新的冰层。

## 米兰科维奇循环

米兰科维奇循环

这一事件可能是由于9,000年前地轴倾角达到了24°，在北半球的夏季更朝向于太阳，这增加了8%的太阳辐射能（+40 W/m2）。但是，地球公转轨道的变化带来的升温根据计算，本应该更早几千年。这种延迟出现，可能是地球在11,000年前才结束末次冰期，广泛分布的大陆冰川增强了把太阳辐射反射回太空的能力。随着冰川消退，北半球升温效应才逐步显现。同时还应该注意，南半球在10000年前就显著升温。

## 参見
- 8.2千年事件